# 9FF GT9 VMAX
El 9FF GT9 VMAX es un automóvil superdeportivo, continúa desde donde salió el paquete GT9-R y ha mejorado significativamente tanto la potencia como el rendimiento. El GT9-R entregó un total de 1120 caballos de fuerza y fue capaz de llegar a 414 km/h (257,2 mph), pero el Vmax simplemente se alejaría de su predecesor. Las modificaciones son más que importantes, es un coche que pasa a ser de motor central. El vehículo aparece en Asphalt 8: Airborne y en Asphalt Nitro; en Asphalt Nitro el vehículo fue erróneamente llamado 9FF GT9 R, al igual que es el más rápido de este juego.

## Rendimiento
El Vmax está propulsado por un motor de seis cilindros en línea de 4,2 litros y doble turbo que entrega un total de 1381 ponis de control de tripa y 855 lb/ft de giro. La potencia extra lo ayuda a alcanzar los 100 km/h (62,1 mph) en solo 3,1 segundos. El Vmax también se inicia a 200 km/h (124,3 mph) en 6,8 segundos y a 300 km/h (186,4 mph) en 13 segundos. Y el Vmax ofrece una velocidad máxima de 437 km/h (271,54 mph). lo que serían 6 km/h más que el Bugatti Veyron Super Sport El motor seis cilindros bóxer de 4,2 litros que sobrealimentado por dos turbos es capaz de desarrollar nada menos que 1400 CV de potencia máxima a 7950 RPM y un par motor de 1158 Nm a 5600 vueltas. La caja de cambios es secuencial de seis marchas y accionable a través de levas instaladas en el volante. Para digerir tanta potencia las gomas delanteras (Continental Vmax) tienen unas medidas de 255/35 ZR 19 mientras que la traseras son 335/30 ZR 20.
El prohibitivo precio del 9ff GT9 Vmax es de 895 000 euros, sin impuestos.

## Diseño
En el sintonizador también se agregó en una gran cantidad de trabajo de la carrocería de fibra de carbono, ventanas de policarbonato y un conjunto de ruedas ligeras. Como se esperaba, con un gran rendimiento viene una gran etiqueta de precio. El 9ff GT9 Vmax tiene un precio de €895 000, o aproximadamente $1 170 000. El GT9 Vmax pesa unos 1340 kg gracias al uso intensivo de fibra de carbono (la carrocería es de este material) o makrolon (un tipo de policarbonato). El interior es discreto pero bien rematado, con bacquéts de competición de aspecto retro.